# Joeri Borzakovski
Joeri Michailovitsj Borzakovski (Russisch: Юрий Михайлович Борзаковский) (Kratovo (Oblast Moskou), 12 april 1981) is een voormalige Russische middellangeafstandsloper. Hij was gespecialiseerd in de 800 m, maar won ook internationale prijzen op de 1500 m. Hij nam viermaal deel aan de Olympische Spelen en werd eenmaal olympisch kampioen.

## Biografie

### Olympisch kampioen
Zijn beste prestatie was zijn overwinning op de 800 m tijdens de Olympische Spelen van 2004 in Athene, die hij na een felle eindsprint naar zich toetrok. Borzakovski geeft er de voorkeur aan om tijdens zijn races tot 200 meter voor de finish de kat uit de boom te kijken, vertrouwend op zijn enorme acceleratie- en uithoudingsvermogen, waarmee hij zijn concurrenten weet te achterhalen en vaak te winnen. Zijn 'eindschot' is in atletiekkringen alom bekend en doet enigszins denken aan de tactiek van de vroegere Britse middellange afstandscrack Steve Cram. Tijdens de Olympische Spelen paste hij dezelfde strategie toe door in de laatste 150 meter van achteren te komen en de overwinning te grijpen. Daarbij versloeg hij de snelle Zuid-Afrikaan Mbulaeni Mulaudzi en de regerend wereldrecordhouder Wilson Kipketer, die tot 20 meter voor de finish aan de leiding lag, maar die daarna terugviel naar de derde plaats. Tijden: 1.44,45, 1.44,61 en 1.44,65.

### Eerste succes
Borzakovski's eerste grote internationale succes was zijn overwinning tijdens de Europese indoorkampioenschappen in 2000. Hij was toen nog maar achttien jaar oud. Op de Olympische Spelen in Sydney drong hij in datzelfde jaar door tot de 800 meterfinale, waarin hij door een tactische fout slechts als zesde finishte. In 2001 won hij de 800 m-titel tijdens de wereldkampioenschappen indoor, maar vervolgens besloot hij niet deel te nemen aan de wereldkampioenschappen in Edmonton. Toch stond hij in 2001 op de wereldranglijst op de eerste plaats met een tijd van 1.42,47, op dat moment de vijfde snelste tijd ooit. In 2002 liep Borzakovski de 400 m tijdens de Europese kampioenschappen in München, maar werd hij voortijdig uitgeschakeld. Het volgende seizoen veroverde hij op de 800 m de zilveren medaille tijdens de wereldkampioenschappen in Parijs.
In 2005 werd het tijdens de wereldkampioenschappen opnieuw zilver op de 800 m, waarbij Borzakovski op het laatste rechte eind iedereen achterhaalde, met uitzondering van Rashid Ramzi uit Bahrein. Tijdens de wereldkampioenschappen indoor in Moskou won hij de bronzen medaille, achter de Keniaan Wilfred Bungei en de Zuid-Afrikaan Mbulaeni Mulaudzi.

### Depressie
Eind 2006 raakte de 800 m specialist overigens betrokken bij een dodelijk ongeval. Een voetganger kwam, buiten zijn schuld, in botsing met Borzakovski’s auto en overleefde dit niet. Door dit ongeval raakte de Rus, die zijn hand verwondde, in een diepe, langdurige depressie.
Kort voor het WK van 2007 in Osaka liet Borzakovski zich echter weer zien op de atletiekbanen ten teken, dat hij zijn depressie had overwonnen. Om vervolgens in Osaka, nadat hij weer op de hem bekende wijze van achteruit het veld was komen opzetten, op de 800 m de bronzen medaille te veroveren in een tijd van 1.47,39 na Alfred Yego (goud) en Gary Reed (zilver).

### Terug op oude niveau
In 2008 had Borzakovski zijn oude niveau weer helemaal te pakken, getuige de 1.42,79 die hij dat jaar liet klokken. Het was voor het eerst sinds 2001 dat de Russische atleet weer een tijd onder de 1.43 wist te realiseren. Hij kon dit niveau echter niet vasthouden tot op de Olympische Spelen in Peking, waar hij onverwacht in de halve finale van zijn 800 m op een derde plaats bleef steken in 1.46,53, nadat hij zich een dag eerder in zijn serie ogenschijnlijk gemakkelijk als tweede in 1.45,15 voor de volgende ronde had gekwalificeerd.
In 2009 was hij tijdens de Europese indoorkampioenschappen in Turijn echter weer ongenaakbaar. Hij won de 800 m zoals hij wilde in 1.48,55, nadat hij eerder in de serie al een tijd van 1.48,10 had laten noteren. Bij de wereldkampioenschappen in Berlijn, die in augustus van dat jaar plaatsvonden, was hij in de finale van de 800 m een van de zeven atleten die in de felle eindspurt om de zege binnen één seconde finishten van winnaar Mbulaeni Mulaudzi. De tijd van 1.45,57 van de Rus was echter net onvoldoende voor een plaats op het podium: hij finishte als vierde.
Het jaar 2010 ging vervolgens goeddeels verloren door een blessure.
In 2012 werd hij Europees kampioen op de 800 m. Op de Olympische Spelen van Londen later dat jaar werd hij uitgeschakeld in de halve finale met een tijd van 1.45,09.

### Einde atletiekloopbaan
Begin 2015 kondigde Joeri Borzakovski met onmiddellijke ingang zijn afscheid van de atletieksport aan.

## Titels
- Olympisch kampioen 800 m - 2004
- Wereldindoorkampioen 800 m - 2001
- Europees kampioen 800 m - 2012
- Europees indoorkampioen 800 m - 2000, 2010
- Europees kampioen U23 400 m - 2001
- Russisch kampioen 800 m - 2004, 2007, 2008
- Russisch indoorkampioen 800 m - 1999, 2001, 2004
- Russisch kampioen 1500 m - 2005
- Russisch indoorkampioen 1500 m - 2006
- Europees jeugdkampioen 800 m - 1999

## Persoonlijke records
Outdoor
| Onderdeel | Prestatie    | Datum            | Plaats    |
| --------- | ------------ | ---------------- | --------- |
| 200 m     | 22,56 s      | 1999             |           |
| 400 m     | 45,84 s      | 24 juli 2000     | Toela     |
| 800 m     | 1.42,47 (NR) | 24 augustus 2001 | Brussel   |
| 1000 m    | 2.15,50 (NR) | 22 juli 2008     | Stockholm |
| 1500 m    | 3.43,24      | 31 mei 2003      | Toela     |

Indoor
| Onderdeel | Prestatie    | Datum            | Plaats          |
| --------- | ------------ | ---------------- | --------------- |
| 400 m     | 47,06 s      | 19 januari 2008  | Moskou          |
| 500 m     | 1.01,81      | 7 januari 2012   | Jekaterinenburg |
| 600 m     | 1.16,02 (NR) | 7 februari 2010  | Moskou          |
| 800 m     | 1.44,15 (NR) | 27 januari 2001  | Karlsruhe       |
| 1000 m    | 2.17,10 (NR) | 1 februari 2009  | Moskou          |
| 1500 m    | 3.41,53      | 17 februari 2006 | Moskou          |

## Palmares

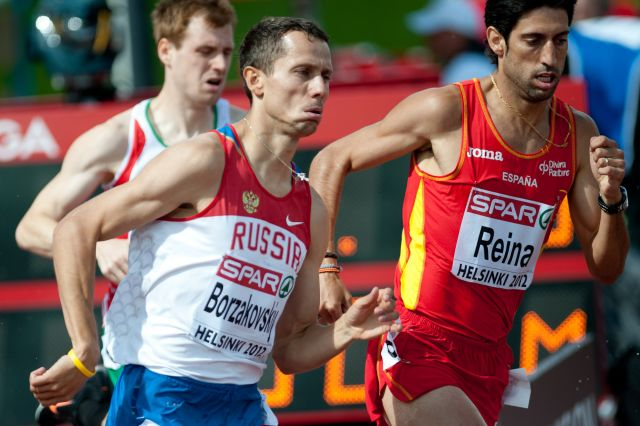
Joeri Borzakovski tijdens de Europese kampioenschappen 2012 in Helsinki

### 400 m
- 2001:  EK U23 - 46,06 s

### 800 m
Kampioenschappen
- 1998:  World Youth Games - 1.47,71
- 1999:  EJK - 1.50,38
- 1999:  Europacup - 1.48,53
- 2000:  EK indoor - 1.47,92
- 2000: 6e OS - 1.45,83
- 2001:  WK indoor - 1.44,49
- 2001:  IAAF Grand Prix - 1.46,78
- 2002:  Europacup - 1.46,58
- 2003:  WK - 1.44,84
- 2003: 8e Wereldatletiekfinale - 1.47,42
- 2004:  OS - 1.44,45
- 2005:  WK - 1.44,51
- 2005:  Wereldatletiekfinale - 1.47,18
- 2006:  WK indoor - 1.47,38
- 2007:  WK - 1.47.39
- 2008: 3e in ½ fin. OS - 1.46,53 (in serie 1.45,15)
- 2009:  EK indoor - 1.48,55 (in serie 1.48,10)
- 2009: 4e WK - 1.45,57 (in ½ fin. 1.45,16)
- 2009: 5e Wereldatletiekfinale - 1.46,04
- 2011:  WK - 1.44,49
- 2012:  EK - 1.48,61
- 2012: 5e in ½ fin. OS - 1.45,09

Golden League-podiumplekken
- 2001:  Golden Gala – 1.44,02
- 2001:  Meeting Gaz de France – 1.43,76
- 2001:  Herculis – 1.43,17
- 2001:  Memorial Van Damme – 1.42,47
- 2003:  Meeting Gaz de France – 1.43,94
- 2004:  Golden Gala – 1.44,19
- 2005:  Golden Gala – 1.44,81
- 2005:  Bislett Games – 1.44,18
- 2005:  Memorial Van Damme – 1.44,54
- 2009:  Bislett Games – 1.44,42

### 1500 m
- 1998:  World Youth Games - 3.54,84
- 2004:  Europacup - 3.50,99

### 4 × 400 m
- 2002:  EK - 3.01.34
- 2008: 6e WK indoor - 3.15,38

1896: Teddy Flack ·
1900: Alfred Tysoe ·
1904: Jim Lightbody ·
1908: Mel Sheppard ·
1912: Ted Meredith ·
1920: Albert Hill ·
1924: Douglas Lowe ·
1928: Douglas Lowe ·
1932: Tommy Hampson ·
1936: John Woodruff ·
1948: Mal Whitfield ·
1952: Mal Whitfield ·
1956: Tom Courtney ·
1960: Peter Snell ·
1964: Peter Snell ·
1968: Ralph Doubell ·
1972: Dave Wottle ·
1976: Alberto Juantorena ·
1980: Steve Ovett ·
1984: Joaquim Cruz ·
1988: Paul Ereng ·
1992: William Tanui ·
1996: Vebjørn Rodal ·
2000: Nils Schumann ·
2004: Joeri Borzakovski ·
2008: Wilfred Bungei ·
2012: David Rudisha ·
2016: David Rudisha ·
2020: Emmanuel Korir ·
2024: Emmanuel Wanyonyi